# Entertainment Software Association
La Entertainment Software Association (ESA) es la asociación comercial de la industria de los videojuegos en Estados Unidos. Fue fundada en abril de 1994 como Interactive Digital Software Association (IDSA) y se renombró el 16 de julio de 2003. Tiene su sede en Washington D. C.. La mayoría de las principales distribuidoras del mundo de los videojuegos (o sus filiales estadounidenses) son miembros de la ESA.
La ESA también organizó la exposición comercial anual de videojuegos Electronic Entertainment Expo (E3) en Los Ángeles, California. 

## Historia
El concepto de IDSA/ESA se originó de las controversias que surgieron de la violencia descrita en el videojuego Mortal Kombat. Esto condujo a una audiencia en el Congreso de los Estados Unidos a fines de 1993, donde la industria de los videojuegos fue puesta bajo escrutinio por el nivel de violencia en videojuegos como Mortal Kombat y Night Trap. Durante estas audiencias, Sega y Nintendo culparon al otro por la situación, citando diferencias en cómo calificarían el contenido de los videojuegos para los jugadores. Después de las audiencias, el congresista Joe Lieberman propuso la Video Game Ratings Act («Ley de clasificación de videojuegos») de 1994, que establecería una comisión supervisada por el gobierno para establecer un sistema de clasificación de videojuegos y amenazó con promulgar dicha legislación si la industria de los videojuegos no llegaba voluntariamente a un acuerdo en ese tema. Reconociendo la amenaza de la supervisión gubernamental, las empresas decidieron establecer la asociación IDSA como un frente unificado y representar a todas las empresas de videojuegos en ese nivel, y posteriormente desarrollaron la Entertainment Software Ratings Board (ESRB) para establecer una calificación de videojuegos voluntaria pero estandarizada. Al principio, Sega propuso a la IDSA que quería utilizar las calificaciones del Videogame Rating Council, pero Nintendo rechazó la propuesta por temor a que estuviera fuera de lugar. En julio de 1994, los representantes de IDSA volvieron al Congreso para presentar la ESRB, que el Congreso aceptó y se convirtió en el estándar para la industria estadounidense.
La IDSA se renombró formalmente a Entertainment Software Association (ESA) el 21 de julio de 2003. El cambio de nombre se hizo para reflejar que las empresas asociadas estaban principalmente en el ámbito de la creación de software de entretenimiento en diferentes rangos de dispositivos, y el nuevo nombre fue seleccionado para definir más claramente la industria. El comunicador Doug Lowenstein fundó la ESA. El 14 de diciembre de 2006, Kotaku informó que Lowenstein renunciaría para aceptar un trabajo en finanzas fuera de la industria. El 17 de mayo de 2007, el político Mike Gallagher reemplazó a Doug Lowenstein como presidente de la ESA.
En 2019, Variety informó que Gallagher había perdido la confianza de la junta directiva por una serie de cuestiones relacionadas en los años anteriores. Su oficina se caracterizaba por ser un ambiente de trabajo tóxico en el que enfrentaba a sus subordinados entre sí y les enviaba mensajes despectivos. También despidió a un empleado experimentado de alto nivel en favor de un nuevo empleado que prefería. Con la elección de Donald Trump en 2016, Gallagher intentó alinear a la ESA públicamente con las políticas de Trump, como la Ley de Empleos y Reducción de Impuestos (TCJA, por sus siglas en inglés) de 2017, que era impopular entre los miembros de la asociación. Robert A. Altman y Phil Spencer, entonces presidente y vicepresidente de la junta, respectivamente, encabezaron una investigación interna sobre la conducta de Gallagher. Gallagher anunció el 3 de octubre de 2018 que dejaría el cargo de presidente; el entonces vicepresidente senior de la ESA, Stanley Pierre-Louis, sirvió como presidente interino durante la búsqueda de la ESA de un reemplazo permanente. Al final, la ESA optó por elegir a Pierre-Louis como presidente y director ejecutivo permanente en mayo de 2019.

## Actividades
Además de supervisar la ESRB, la ESA también organizó la Electronic Entertainment Expo (E3). Después de la formación de la IDGA, la industria de los videojuegos se había preocupado por el trato que habían recibido en los últimos Consumer Electronics Show y estaban buscando otro tipo de feria. La IDSA se asoció con International Data Group (IDG) para organizar el primer E3, celebrado en mayo de 1995 en Los Ángeles. El primer E3 resultó ser más exitoso de lo que se esperaba originalmente, y la IDSA negoció con IDG para tomar posesión del E3 y su propiedad intelectual, mientras que IDG serviría para ayudar a manejar la ejecución del evento. En una entrevista de 1997, el presidente de la IDSA, Doug Lowenstein, dijo que la E3 es también la principal fuente de ingresos de la IDSA. En 2016, los ingresos generados por la ejecución del E3 representaron aproximadamente el 48% del presupuesto anual de la organización, y otro 37% provino de las cuotas de los miembros. Algunas empresas miembros han criticado a la ESA por su enfoque dividido entre producir E3 y actuar como grupo de defensa legislativa, sin que ninguno de los dos enfoques reciba la atención adecuada. Tras las retiradas de empresas de alto perfil como Sony y Electronic Arts de asistir a la E3, la dirección de la E3 ha sido cuestionada, y algunos miembros abogan por que el negocio de gestionar la E3 se divida en una empresa separada.En 2023, la ESA anunció el fin de la convención
La ESA lidera la confrontación de las legislaciones que serían dañinas para la industria de los videojuegos, particularmente relacionadas con las controversias de clasificación de videojuegos bajo la ESRB, y el fomento de una legislación que podría ser beneficiosa para la industria. Cabe destacar que la ESA fue uno de los demandantes en el caso Brown v. Entertainment Merchants Association del año 2012, un caso de la Corte Suprema de los Estados Unidos que consideró que los videojuegos estaban protegidos bajo la Primera Enmienda, y ayudó a que el software de entretenimiento se incluyera en el Acuerdo sobre Tecnología de la Información de 1996.
La ESA también participa en actividades de lobby gubernamental a nivel estatal y federal. Según un informe de Bloomberg, la ESA gastó aproximadamente 1.1 millones de dólares en el primer trimestre de 2011 haciendo lobby en Washington D. C.. La ESA fue inicialmente una defensora de la propuesta de legislación antipiratería SOPA y PIPA. En respuesta al accionar de ESA, el CEO de Red 5 Studios, Mark Kern, fundó la League for Gamers (LFG), una asociación comercial rival que tenía la intención de abogar por los intereses de los jugadores. En enero de 2012, la ESA dejó de apoyar tanto a SOPA como a PIPA, al tiempo que pidió al Congreso que elabore un enfoque de derechos de autor más equilibrado.
Gregory Boyd, presidente de Interactive Entertainment Group declaró en el bufete de abogados de Nueva York que, «Cuando se trata de cabildeo, el "grupo principal de la industria" al que las empresas individuales se aferran es la Entertainment Software Association (ESA), que gastó 4,83 millones de dólares en 2012 por sí misma: más que Facebook, Google o incluso la Asociación Nacional del Rifle (NRA)».
La ESA también trabaja para combatir y reducir la infracción de derechos de autor de las obras relacionadas con videojuegos para las empresas que representa. Esto generalmente se hace mediante el envío de avisos de eliminación o cese y desista de los sitios que alojan el trabajo infractor, y el trabajo con los motores de búsqueda como Google para eliminar los sitios que alojan los archivos infractores. También trabajan con las agencias de aplicación de la ley para capacitar a los agentes sobre cómo manejar la infracción de derechos de autor.
La ESA se ha pronunciado a favor de la mecánica de las cajas de botín, argumentando que no constituye un juego de azar.

## Críticas y controversias
El 3 de agosto de 2019, se descubrió que una lista no segura de datos personales de los asistentes era accesible públicamente desde el sitio de la ESA. La lista contenía información de más de 2000 personas, la mayoría de ellos miembros de la prensa y de celebridades de redes sociales que habían asistido a la E3 de 2019. La ESA eliminó la lista y se disculpó por permitir que la información se hiciera pública. Sin embargo, al utilizar técnicas similares para acceder a los datos de 2019, los usuarios encontraron datos similares para más de 6000 asistentes a las E3 anteriores que aún estaban disponibles en partes de su sitio web; estos también fueron retirados posteriormente por la ESA una vez notificados.